# North Sioux City
North Sioux City é uma cidade localizada no estado norte-americano de Dacota do Sul, no Condado de Union.

## Demografia
Segundo o censo norte-americano de 2000, a sua população era de 2288 habitantes.
Em 2006, foi estimada uma população de 2511, um aumento de 223 (9.7%).

## Geografia
De acordo com o United States Census Bureau tem uma área de
5,9 km², dos quais 5,8 km² cobertos por terra e 0,1 km² cobertos por água.

## Localidades na vizinhança
O diagrama seguinte representa as localidades num raio de 16 km ao redor de North Sioux City.